# Coupe de France 2022/23

CdF-Wettbewerbslogo

Der Wettbewerb um die Coupe de France in der Saison 2022/23 war die 106. Ausspielung des französischen Fußballpokals für Männermannschaften. Titelverteidiger war der FC Nantes, der diesmal erneut das Finale erreichte. Dies wurde aber vom FC Toulouse – zu Saisonbeginn gerade erst wieder in die Ligue 1 zurückgekehrt – gewonnen, der zum zweiten Mal ein Endspiel erreichte und darin siegreich blieb. Obwohl der Verein streng rechtlich kein direkter Nachfolger des Klubs ist, der im Jahr 1957 den Pokal gewonnen hatte, sieht man ihn in Frankreich in dessen legitimer Tradition. Sein 5:1-Sieg in diesem Jahr ist das zweithöchste Endspielergebnis in der Geschichte des Pokals; noch deutlicher setzte sich nur die AS Saint-Étienne durch (5:0 gegen den FC Nantes 1970). Dementsprechend ist der FC Nantes der Verein mit den zwei höchsten Finalniederlagen.
Während die Dritt- und die Zweitligavereine ebenso wie elf Teilnehmer aus sieben der französischen überseeischen Gebiete bereits in den von den regionalen Untergliederungen des Landesverbands Fédération Française de Football (FFF) organisierten Qualifikationsrunden in den Wettbewerb eingreifen müssen – die Drittligisten in der 5., die beiden letztgenannten Gruppen in der 7. Runde –, beginnt für die Erstligisten – und gegebenenfalls einen unterklassigen Titelverteidiger – der Wettbewerb erst zwei Runden später mit dem Zweiunddreißigstelfinale (Beginn des Hauptwettbewerbs). Nur in dieser Runde werden die dafür qualifizierten 64 Vereine landesweit in vier regionale Lostöpfe à 16 Mannschaften aufgeteilt, worin jeweils annähernd gleich viele Teams gleicher Ligazugehörigkeit vertreten sind. Ab dem Sechzehntelfinale fällt auch diese Vorsortierung weg und der Wettbewerb wird ausschließlich nach dem klassischen Pokalmodus ausgetragen: Spielpaarungen werden ohne Setzlisten aus sämtlichen noch im Wettbewerb befindlichen Klubs ausgelost und jeweils lediglich ein Spiel ausgetragen, an dessen Ende ein Sieger feststehen muss (und sei es durch Verlängerung und Elfmeterschießen), der sich dann für die nächste Runde qualifiziert, während der Verlierer ausscheidet. Auch das Heimrecht wird für jede Begegnung durch das Los ermittelt, allerdings mit der Einschränkung, dass Klubs, die gegen eine mindestens zwei Ligastufen höher spielende Elf anzutreten haben, automatisch Heimrecht bekommen.
Die unterklassigen Vereine kämpften zudem wiederum um den mit Geldpreisen verbundenen Titel als erfolgreichster Außenseiter. Dieser derzeit hauptsächlich von der Handelskette Intermarché gesponserte Nebenwettbewerb trägt die offizielle Bezeichnung Classement des Petits Poucets (auf Deutsch: „Däumlingswertung“). Aus dem französischen Kernland hatten sechs Sechstligisten (US Pays de Cassel, AS La Châtaigneraie, FC Loon-Plage, Stade Pontivyen, FCO Strasbourg Koenigshoffen 06, ES Villerupt-Thil) das Zweiunddreißigstelfinale erreicht, sowie eine Mannschaft aus Übersee (La Tamponnaise aus La Réunion). Obwohl zwei dieser Mannschaften die Sechzehntelfinale erreichten, war der Viertligist Vierzon FC am Ende erfolgreichster, als er das einzige Amateurklub in der Achtelfinale war.
Das Endspiel fand am 29. April 2023 im Stade de France statt.

## Zweiunddreißigstelfinale
Spiele am 6.–8. Januar 2023. L1, L2 bzw. D3 stehen für die Zugehörigkeit zur ersten bis dritten Liga, N2 bzw. N3 für die beiden landesweiten Amateurligen, R1 bzw. DH („Régional 1“) für die sechste Ligenstufe.
Ergebnisse: i. E. = im Elfmeterschießen.
| - Jura Sud Foot (N2) – AC Ajaccio (L1) (a) 1:2 - Aubagne FC (N2) – Chambéry SF (N3) 1:3 - Grenoble Foot (L2) – Olympique Nîmes (L2) 1:0 - Racing Grasse (N2) – La Tamponnaise (DH Réunion) 1:0 - FC Pau (L2) – HSC Montpellier (L1) 2:1 - AS Monaco (L1) – AF Rodez (L2) 2:2, 4:5 i. E. - Le Puy Foot 43 Auvergne (D3) – OGC Nizza (L1) 1:0 - Olympique Marseille (L1) – FC Hyères (N2) (b) 2:0 - Lannion FC (N3) – FC Toulouse (L1) (c) 1:7 - US Avranches (D3) – Stade Brest (L1) 0:2 - AF Virois (N3) – FC Nantes (L1) (d) 0:2 - AS La Châtaigneraie (R1) – FC Lorient (L1) (e) 0:6 - Stade Pontivyen (R1) – VF Les Herbiers (N2) 1:4 - Stade Plabennec (N3) – OC Vannes (N2) 2:0 - US Granville (N2) – Chamois Niort (L2) 0:3 - Girondins Bordeaux (L2) – Stade Rennes (L1) 1:2 | - USL Dunkerque (D3) – AJ Auxerre (L1) 2:2, 4:5 i. E. - Paris FC (L2) – FC Valenciennes (L2) 3:1 - ASM Belfort (N2) – Olympique Saint-Quentin (N2) 3:1 - FC Loon-Plage (R1) – Stade Reims (L1) 0:7 - ES Thaon (N3) – SC Amiens (L2) 0:0, 4:2 i. E. - ESA Linas-Montlhéry (N3) – Racing Lens (L1) (f) 0:2 - US Pays de Cassel (R1) – Wasquehal Football (N2) (g) (h) 1:1, 5:4 i. E. - OSC Lille (L1) – ES Troyes AC (L1) 2:0 - FCO Strasbourg Koenigshoffen 06 (R1) – Clermont Foot (L1) 0:0, 4:3 i. E. - Avoine OCC (N3) – Vierzon FC (N2) 1:2 - Évreux FC 27 (N2) – SC Bastia (L2) (i) 1:1, 3:4 i. E. - Racing Strasbourg (L1) – SCO Angers (L1) 0:0, 4:5 i. E. - Olympique Lyon (L1) – FC Metz (L2) 2:1 - ES Villerupt-Thil (R1) – FC Annecy (L2) (j) 1:6 - FC Chamalières (N2) – Bourges Foot (N2) (k) 0:0, 6:5 i. E. - LB Châteauroux (D3) – Paris Saint-Germain FC (L1) 1:3 |

## Sechzehntelfinale
Spiele am 20.–23. Januar 2023.
| - Olympique Marseille (L1) – Stade Rennes (L1) 1:0 - Chambéry SF (N3) – Olympique Lyon (L1) (l) 0:3 - Stade Plabennec (N3) – Grenoble Foot (L2) (m) 0:1 - FC Chamalières (N2) – Paris FC (L2) (k) 0:4 - SC Bastia (L2) – FC Lorient (L1) 1:1, 1:4 i. E. - VF Les Herbiers (N2) – Stade Reims (L1) 0:3 - Racing Grasse (N2) – AF Rodez (L2) 0:0, 4:5 i. E. - FC Toulouse (L1) – AC Ajaccio (L1) 2:0 | - FCO Strasbourg Koenigshoffen 06 (R1) – SCO Angers (L1) 0:1 - Chamois Niort (L2) – AJ Auxerre (L1) 0:4 - OSC Lille (L1) – FC Pau (L2) 2:0 - ES Thaon (N3) – FC Nantes (L1) (n) 0:0, 2:4 i. E. - Le Puy Foot 43 Auvergne (D3) – Vierzon FC (N2) (o) 0:0, 3:5 i. E. - ASM Belfort (N2) – FC Annecy (L2) 0:2 - Stade Brest (L1) – Racing Lens (L1) 1:3 - US Pays de Cassel (R1) – Paris Saint-Germain FC (L1) (p) 0:7 |

## Achtelfinale
Spiele am 8.–9. Februar 2023.
| - SCO Angers (L1) – FC Nantes (L1) 1:1, 2:4 i. E. - Olympique Lyon (L1) – OSC Lille (L1) 2:2, 4:2 i. E. - FC Toulouse (L1) – Stade Reims (L1) 3:1 - AJ Auxerre (L1) – AF Rodez (L2) 2:3 | - Paris FC (L2) – FC Annecy (L2) 1:1, 5:6 i. E. - Vierzon FC (N2) – Grenoble Foot (L2) 0:1 - Olympique Marseille (L1) – Paris Saint-Germain FC (L1) 2:1 - FC Lorient (L1) – Racing Lens (L1) 1:1, 2:4 i. E. |

## Viertelfinale
Spiele am 28. Februar und 1. März 2023.
| - Olympique Lyon (L1) – Grenoble Foot (L2) 2:1 - FC Nantes (L1) – Racing Lens (L1) 2:1 | - FC Toulouse (L1) – AF Rodez (L2) 6:1 - Olympique Marseille (L1) – FC Annecy (L2) 2:2, 6:7 i. E. |

## Halbfinale
Spiele am 5./6. April 2023.
| - FC Nantes (L1) – Olympique Lyon (L1) 1:0 | - FC Annecy (L2) – FC Toulouse (L1) 1:2 |

## Finale
Spiel am 29. April 2023 im Stade de France, vor 78.038 Zuschauern
- FC Nantes – FC Toulouse 1:5 (0:4)

### Aufstellungen
Nantes: Alban Lafont  – Fabien Centonze, Jean-Charles Castelletto, Nicolas Pallois (Samuel Moutoussamy, 46.), João Victor (Quentin Merlin, 66.) – Andrei Girotto – Ludovic Blas (Marcus Coco, 82.), Moussa Sissoko, Florent Mollet (Ignatius Ganago, 46.), Moses Simon (Andy Delort, 46.) – Mostafa Mohamed
Trainer: Antoine Kombouaré
Toulouse: Kjetil Haug – Mikkel Desler, Logan Costa (Anthony Rouault, 82.), Rasmus Nicolaisen, Gabriel Suazo – Stijn Spierings (Moussa Diarra, 82.), Branco van den Boomen – Brecht Dejaegere  (Vincent Sierro, 69.), Zakaria Aboukhlal, Farès Chaïbi (Rafael Ratão, 76.) – Thijs Dallinga (Ado Onaiwu, 69.)
Trainer: Philippe Montanier
Schiedsrichter: Benoît Millot

### Tore
0:1 Costa (4.)
0:2 Costa (10.)
0:3 Dallinga (23.)
0:4 Dallinga (31.)
1:4 Blas (75., Handelfmeter)
1:5 Aboukhlal (79.)